# Erebia orba
Erebia orba är en fjärilsart som beskrevs av Ruggero Verity 1953. Erebia orba ingår i släktet Erebia och familjen praktfjärilar. Inga underarter finns listade i Catalogue of Life.